# Petrophora virgaria
Petrophora virgaria är en fjärilsart som beskrevs av Moritz Balthasar Borkhausen 1794. Petrophora virgaria ingår i släktet Petrophora och familjen mätare. Inga underarter finns listade i Catalogue of Life.